# Kirke Sonnerup (plaats)
Kirke Sonnerup is een plaats in de Deense regio Seeland, gemeente Lejre, en telt 990 inwoners (2008).